# Municipio de Paint (condado de Highland)
El municipio de Paint (en inglés: Paint Township) es un municipio ubicado en el condado de Highland en el estado estadounidense de Ohio. En el año 2010 tenía una población de 4585 habitantes y una densidad poblacional de 30,21 personas por km².

## Geografía
El municipio de Paint se encuentra ubicado en las coordenadas 39°13′51″N 83°26′25″O / 39.23083, -83.44028. Según la Oficina del Censo de los Estados Unidos, el municipio tiene una superficie total de 151.77 km², de la cual 144,6 km² corresponden a tierra firme y (4,72 %) 7,17 km² es agua.

## Demografía
Según el censo de 2010, había 4585 personas residiendo en el municipio de Paint. La densidad de población era de 30,21 hab./km². De los 4585 habitantes, el municipio de Paint estaba compuesto por el 97,45 % blancos, el 0,5 % eran afroamericanos, el 0,44 % eran amerindios, el 0,15 % eran asiáticos, el 0,09 % eran de otras razas y el 1,37 % eran de una mezcla de razas. Del total de la población el 1,22 % eran hispanos o latinos de cualquier raza.